# 青野勝広
青野 勝広（あおの かつひろ、1944年2月7日 - ）は、日本の経済学者、松山大学経済学部教授、元松山大学学長。経済学博士。専門は土地問題。

## 来歴
愛媛県松山市出身。松山商業高校および松山大学卒業後、1971年神戸大学大学院博士課程修了。
1980年より松山大学経済学部教授、1983年～1987年に松山大学経済経営研究所長、1992年～1993年は松山大学副学長、2001年～2003年には松山大学理事長・学長をそれぞれ務めた。学長当時、将来を展望して新学部構想として「総合政策学部」の開設を構想したが、既存の学部と重複する、あるいは改革が急であるとの反発を受けたために実現しなかった。2018年からは倉敷芸術科学大学危機管理学部の非常勤講師を務める。
趣味はテニス、映画鑑賞。

## 主要著作
単著
- 『土地の経済分析』
- 『土地税制の経済分析』
- 『土地と住宅の経済分析』

共著
- （秀野仁）『愛媛県下の中心市街地活性化の現状と展望－全国の先進事例を指針として－』（松山大学地域研究センター叢書第5巻、2006年）